# Ernest Dupré
Pour les articles homonymes, voir Dupré.

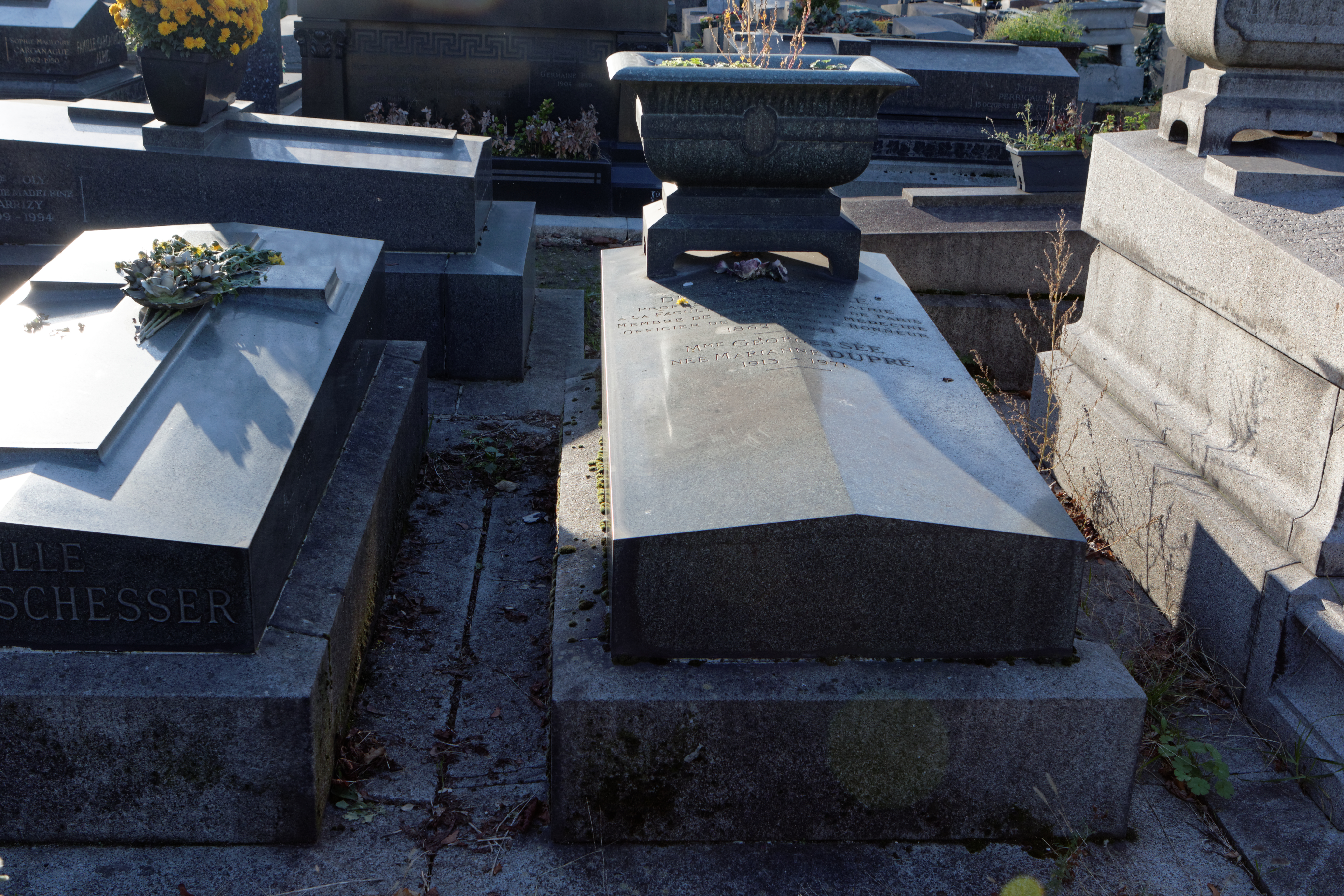
Tombe au cimetière du Père-Lachaise.

Ernest Dupré, né Ferdinand Pierre Louis Ernest Dupré à Marseille le 7 mars 1862 et mort à Deauville le 2 septembre 1921, est un psychiatre et aliéniste français.

## Biographie
Il est professeur de psychiatrie à la faculté de médecine de Paris, notamment connu pour ses descriptions de l'hystérie et pour l'invention du mot mythomanie, état fréquent selon lui, dans cette affection. « C'est le Professeur Dupré qui a créé en France la pathologie de l'Imagination ».
En 1907 Ernest Dupré a publié un travail au sujet de la cénestopathie.
D'après les observations qu'il a faite d'un domestique maladroit, il décrira le syndrome de Débilité Motrice, caractérisé par trois troubles: maladresse, paratonies (impossibilité de relâcher les muscles), et syncinésies (mouvements parasites du côté contro-latéral).
Il est inhumé au cimetière du Père-Lachaise (86e division).

## Apport à la criminologie
Ernest Dupré a développé une théorie biopsychologique de l'origine du crime : la théorie des perversions instinctives. Pour lui, il existe trois instincts chez l'homme : l'instinct de reproduction, l'instinct de conservation et l'instinct d'association. Chez le criminel, ces instincts font l'objet d'anomalies qui peuvent être des excès, des atrophies voire des inversions comme les tentatives de suicide pour l'instinct de conservation.
Selon Dupré, ces anomalies peuvent conduire à des perversions pouvant déboucher sur la commission d'infractions.

## Publications
- Définition médico-légale de l'aliéné (leçon d'ouverture du cours de psychiatrie médico-légale) ; P., Gainche, 1904. 25 p.
- La Mythomanie. Étude psychologique et médico-légale du mensonge et de la fabulation morbides (leçon d'ouverture du cours de psychiatrie médico-légale, 2e année) ; P., Gainche, 1905. 68 p.
- L'expertise psychiatrique ; règles générales de l'examen médical ; Asile Ste-Anne, Clinique des maladies mentales. 1910. 15 p.
- Les déséquilibres institutionnels du système nerveux (surtitre : Clinique des maladies mentales et des affections de l'encéphale - leçon inaugurale) ; P., Baillière, 1919, 36 p.
- Pathologie de l'imagination et de l'émotivité, Paris, Payot, 1925, 503 p. (OCLC 459305905, lire en ligne) (avec notice biographique par le Pr Achalme).